# Androcymbium cuspidatum
Androcymbium cuspidatum är en tidlöseväxtart som beskrevs av John Gilbert Baker. Androcymbium cuspidatum ingår i släktet Androcymbium och familjen tidlöseväxter. Inga underarter finns listade i Catalogue of Life.